# Distrito de Godda
Godda (en hindi; गोड्डा जिला) es un distrito de la India en el estado de Jharkhand. Código ISO: IN.JK.GO.
Comprende una superficie de 2 110 km².
El centro administrativo es la ciudad de Godda.

## Demografía
Según censo 2011 contaba con una población total de 1 311 382 habitantes, de los cuales 632 878 eran mujeres y 678 504 varones.